# Bengt Feldreich
Bengt Walter Feldreich, född 12 september 1925 i Tyska S:ta Gertruds församling i Stockholm, död 21 oktober 2019 i Västerleds distrikt i Stockholm, var en svensk radio- och TV-journalist, TV-producent, programledare och speakerröst. Han var verksam inom public service 1950–1985, bland annat som programledare för Snillen spekulerar och andra populärvetenskapliga program.
Förutom sin folkbildande gärning, som resulterat i ett hedersdoktorat vid Linköpings universitet (1975) och KTH:s stora pris (1984), var han även känd som den svenska berättarrösten i Walt Disneys Kalle Anka och hans vänner önskar God Jul, som sänts i Sveriges Television varje julafton sedan 1960. I en genom åren uppmärksammad sekvens (16 sekunder) sjunger Feldreich, som egentligen var andre bas och tidigare studentsångare, i falsett Benjamin Syrsas Ser du stjärnan i det blå? Även efter sin pensionering 1985 fortsatte Feldreich läsa in korta prator för de årligen nytillkommande inslagen i Kalle Anka och hans vänner önskar God Jul.

## Biografi
Feldreich av släkten Feldreich växte upp som ensambarn på Kungsholmen i Stockholm. Han avlade studentexamen vid Kungsholmens högre allmänna läroverk 1944 och folkskollärarexamen 1949. Efter examen arbetade Feldreich som folkskollärare på dagarna och arbetade extra några kvällar i veckan som hallåman för utlandsprogram på Radiotjänst på det som då kallades kortvågen (numera Radio Sweden), tills han 1950 fick en tillsvidareanställning på Radiotjänst, senare Sveriges radio. Åren 1955–1963 var han medarbetare på Dagens eko.
1955 började Feldreich arbeta på Försöks-TV, det som sedermera kom att bli Sveriges Television. Han var under en period redaktionschef för natur och vetenskap i TV1. Under 1960-talet (utom 1963) var Feldreich sommarpratare i radioprogrammet Sommar i P1. På morgonen 3 september 1967 var han programledare för en direktsänd Högertrafik-vaka, med anledning av Högertrafikomläggningen i Sverige samma dag. Den 20 juli 1969 programledde han en helkväll med anledning av människans första bemannade månlandning. Den 19 juni 1976 kommenterade han kungabröllopet tillsammans med Lennart Hyland. Feldreich gick i avtalspension 1985.
Han var även radioamatör med anropssignalen SM0GU.

### Död
Den 21 oktober 2019 avled Feldreich 94 år gammal i sviterna av lunginflammation. Han är begravd på Bromma kyrkogård.

## Programledare (urval)
- 1957–1966 – Bästa man på Skansen
- 1959–1985 – Snillen spekulerar
- 1959–1961 – Julvärd i SVT
- 1960–1962, 1964–1969, 1974–1976, 2004 – Sommar i P1
- 1961 – 10 000-kronorsfrågan
- 1962 – Melodifestivalen 1962
- 1964 – Fakta om färg-TV: ett reportage av Bengt Feldreich och Ingemar Leijonborg
- 1966 – Röntgen: ett program av Bengt Feldreich
- 1967 – År 2000 – människan i morgondagens värld
- 1969 – Apollo 11 – Månlandaren tar mark
- 1971–? – Ettan gästar
- 1982–? – Populärvetenskap[16]

## Speakerröst (urval)
- 1954 – 1954 års vinter-VM i Sverige
- 1959 – Mästarnas match: Ingo vs Floyd
- 1960 – Kalle Anka och hans vänner önskar God Jul, med tillägg för nya inslag, varje år ända in på 2010-talet[4]
- 2000 – Grinchen – julen är stulen

## Priser och utmärkelser
- 1975 – Hedersdoktor vid Linköpings universitet
- 1977 – Hans Majestät Konungens medalj (8:e storleken i serafimerordens band)[17]
- 1984 – KTH:s stora pris